# Loquito por ti
Loquito por ti es una serie de televisión colombiana producida por Caracol Televisión, Está inspirada en la vida de los cantautores colombianos de música tropical, Rodolfo Aicardi y Gustavo “El Loko” Quintero Se estrenó el 10 de octubre de 2018 y está protagonizada por Mariana Gómez, Variel Sánchez y Sebastián Carvajal  con las participaciones antagónicas de Daniela Tapia y Carlos Fernández.

## Trama
La serie gira en torno a la vida de Camilo y Juancho, dos amigos que trabajan en la orquesta del maestro Guzmán, ambos comparten el sueño de algún día convertirse en los músicos más reconocidos en el género tropical. En este largo recorrido para cumplir su sueño, conocen a Daniela, una mujer de buena posición económica que desea ser famosa y vivir de la música al igual que ellos. Daniela tendrá que ocultarle a su familia que forma parte de una orquesta musical, y a Camilo y Juancho que ella es proveniente de una familia de alta clase social. Pero todo se complica cuando Camilo y Juancho se enamoran de Daniela, ahí es cuando su amistad y sueños de ser famosos se verán truncados por el amor de una mujer.

## Reparto
- Mariana Gómez como Daniela Botero Vélez De Arango/Martha
- Variel Sánchez como Camilo Arango Ramírez
- Sebastián Carvajal como Juan Nepomuceno "Juancho" Argote
- Daniela Tapia como Tamara[4]
- María Camila Giraldo[8] como Estela Rendón "Estelita"[1]
- Pillao Rodríguez como German[4]
- Danielle Arciniegas como Yaneth Arango Ramírez[4]
- Linda Lucía Callejas como Maruja Ramírez de Arango[4]
- Luces Velásquez como Josefina Botero
- Carla Giraldo como Rosario[4]
- Sebastián Giraldo como Charllie[1]
- Julián Caicedo como Jorge Eliécer Gómez Espitia "Machorro"[1]
- Sebastián Boscán como Nicolás Botero[1]
- Freddy Ordóñez como Padre Facundo[1]
- Jaime Correa como Lucho
- Ricardo Mejía como Héctor Jaramillo[1]
- Kimberly Reyes como Perla Guzmán Angulo[9]
- Patricia Ercole como Rebeca Veléz
- Carmenza Cossio como Julia Rendón[1]
- César Mora como Orestes Guzmán[4]
- Alejandro Tamayo- como Cristóbal
- José Rojas como Rafael Dangond[4]
- Cristian Villamil como "Choper" Marulanda[1]
- Anddy Caicedo como Alexis Romero[1]
- Carlos Fernández como Jaime Cuéllar
- Martha Restrepo como Bárbara Uribe[1]
- Alfredo Gutiérrez como Maestro Migue[10][1]
- Santiago Moure como Polidoro Uribe[1]
- Estefania Mariutti como Carmen Mireya
- Lina Cardona como Silvia
- Eliana Diosa Naranjo como Virginia
- Juan Carlos Coronel como Doctor
- Quique Mendoza como Arturo Cardoza
- Mauricio Figueroa como Gerardo
- Luis Miguel Hurtado como Antonio "Toño" Fontana
- Edward Montoya Flores como "Silbido"
- Edinson Gil como Henrry
- Alejandro Gutiérrez como Gerente Club Unión
- Isaac Montealegre como Luis

## Premios y nominaciones

### Premios India Catalina[11]
| Año  | Categoría               | Nominado                            | Resultado |
| ---- | ----------------------- | ----------------------------------- | --------- |
| 2019 | Mejor banda sonora      | Andrés Peláez                       | Ganador   |
| 2019 | Mejor dirección de arte | Diego Guarnizo y Germán Lizarrralde | Ganadores |
| 2019 | Mejor fotografía        | Fredy Castro Uribe y Germán Giraldo | Nominados |

### Produ Awards
| Año  | Categoría              | Nominado   | Resultado |
| ---- | ---------------------- | ---------- | --------- |
| 2019 | Mejor Actor de Reparto | César Mora | Nominado  |